# Gisela Grothaus
Gisela Grothaus (Berlino, 20 febbraio 1955) è un'ex canoista tedesca.

## Palmarès

### Olimpiadi
- 1 medaglia:
  - 1 argento (Monaco di Baviera 1972 nel K-1[1])